# Magma (band)

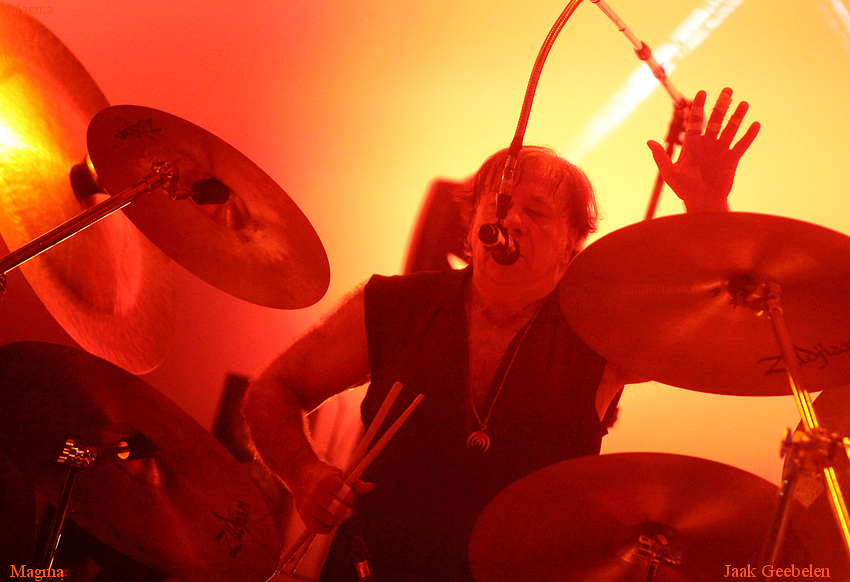
Christian Vander

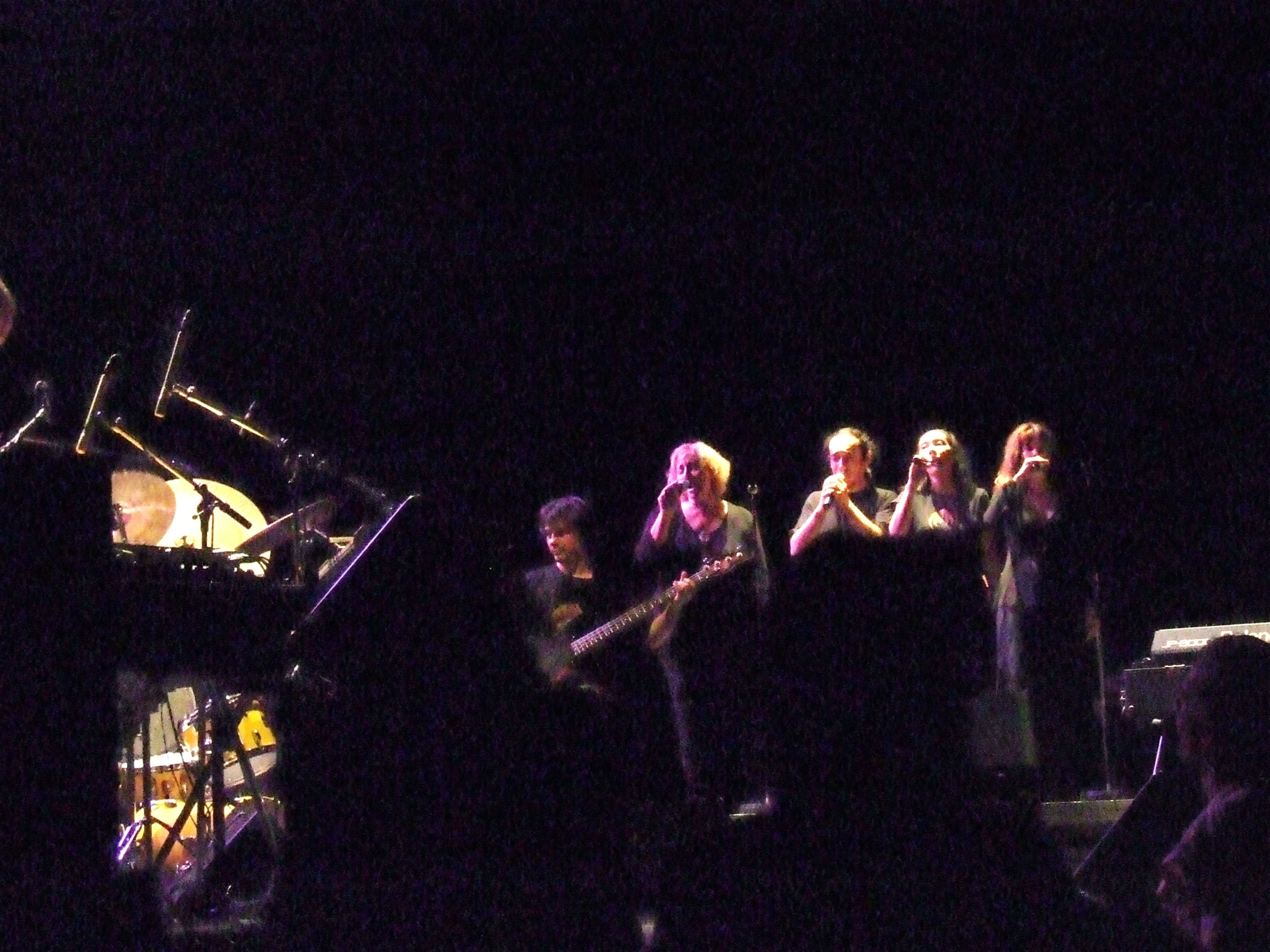
Magma

Magma is een Franse progressieve-rockband die in 1969 opgericht werd door Christian Vander, drummer en zanger van de groep. De band werd twee jaar na de dood van jazz-saxofonist John Coltrane, voor wie Vander een grote bewondering had, gesticht. Diens invloed is dan ook goed te merken in de muziek van Magma.
De inspiratie voor Magma komt uit een droom over de spirituele en ecologische toekomst van de mensheid die Vander had. In hun eerste album vertellen ze het verhaal van een groep mensen die de gedoemde aarde verlaten en zich vestigen op de planeet Kobaïa. Wanneer de afstammelingen van deze kolonisten andere vluchtelingen van de aarde ontmoeten ontstaan er conflicten. Vander heeft hiervoor een fictieve taal gecreëerd, het Kobaïaans (Frans Kobaïen, Engels Kobaian). De meeste teksten van Magma zijn in deze taal geschreven. Bovendien worden Magma en de groepen die zich door hen hebben laten inspireren, verzameld in het genre Zeuhl. Dit is een Kobaïaans woord en betekent 'hemels'.
Hun muziek combineert klassieke muziek, jazz en rock. Typerend zijn repititieve motieven, een Orff-achtige koor en vreemde ritmes. Het geheel is vaak symfonisch, bombastisch en minimalistisch tegelijkertijd. Magma is voornamelijk een live band.

## Huidige opstelling
- Christian Vander
- Stella Vander
- Isabelle Feuillebois
- Hervé Aknin
- Rudy Blas
- Francis Linon
- Thierry Eliez
- Simon Goubert
- Jimmy Top
- Caroline Indjein
- Sylvie Fisichella
- Francis Linon

### Voormalige muzikanten
Door de jaren heen hebben veel muzikanten bij Magma gespeeld:
- Klaus Blasquiz
- François Cahen
- Gabriel Federow
- René Garber
- Patrick Gauthier
- Michel Graillier
- Giorgio Gomelsky
- Teddy Lasry
- Didier Lockwood
- Jean-Luc Manderlier
- Francis Moze
- Claude Olmos
- Bernard Paganotti
- Jeff Seffer
- Louis Toesca
- Jannick Top
- Stella Vander
- Benoît Widemann
- Lucien Zabuski

## Discografie
Studioalbums
- 1970 Kobaïa
- 1971 1001° Centigrades
- 1972 The Unnamables (als Univeria Zekt)
- 1973 Mekanïk Kommandöh (officieel pas uitgebracht in 1989)
- 1973 Mekanïk Destruktïw Kommandöh
- 1974 Wurdah Ïtah
- 1974 Köhntarkösz
- 1976 Üdü Wüdü
- 1978 Attahk
- 1984 Merci
- 2004 K.A. (Kohntarkosz Anteria)
- 2009 Ëmëhntëhtt-Ré
- 2012 Félicitéthösz
- 2015 Slag Tanz
- 2019 Zëss
- 2022 Kartëhl

Ander Materiaal
- 1975 Live/Hhaï
- 1977 Inédits
- 1981 Retrospektiw (Parts I+II)
- 1981 Retrospektiw (Part III)
- 1986 Mythes Et Legendes Vol. I (compilatie)
- 1992 Les Voix de Magma (live)
- 1994 Akt IV (Theatre Du Taur Concert, 1975)
- 1995 Akt V (Concert Bobino, 1981)
- 1996 Akt VIII (Bruxelles - Theatre 140, 1971)
- 1998 Floë Ëssi/Ëktah (ep)
- 1998 Simples
- 2000 dvd Concert du Trianon, januari 2000